# SODIS

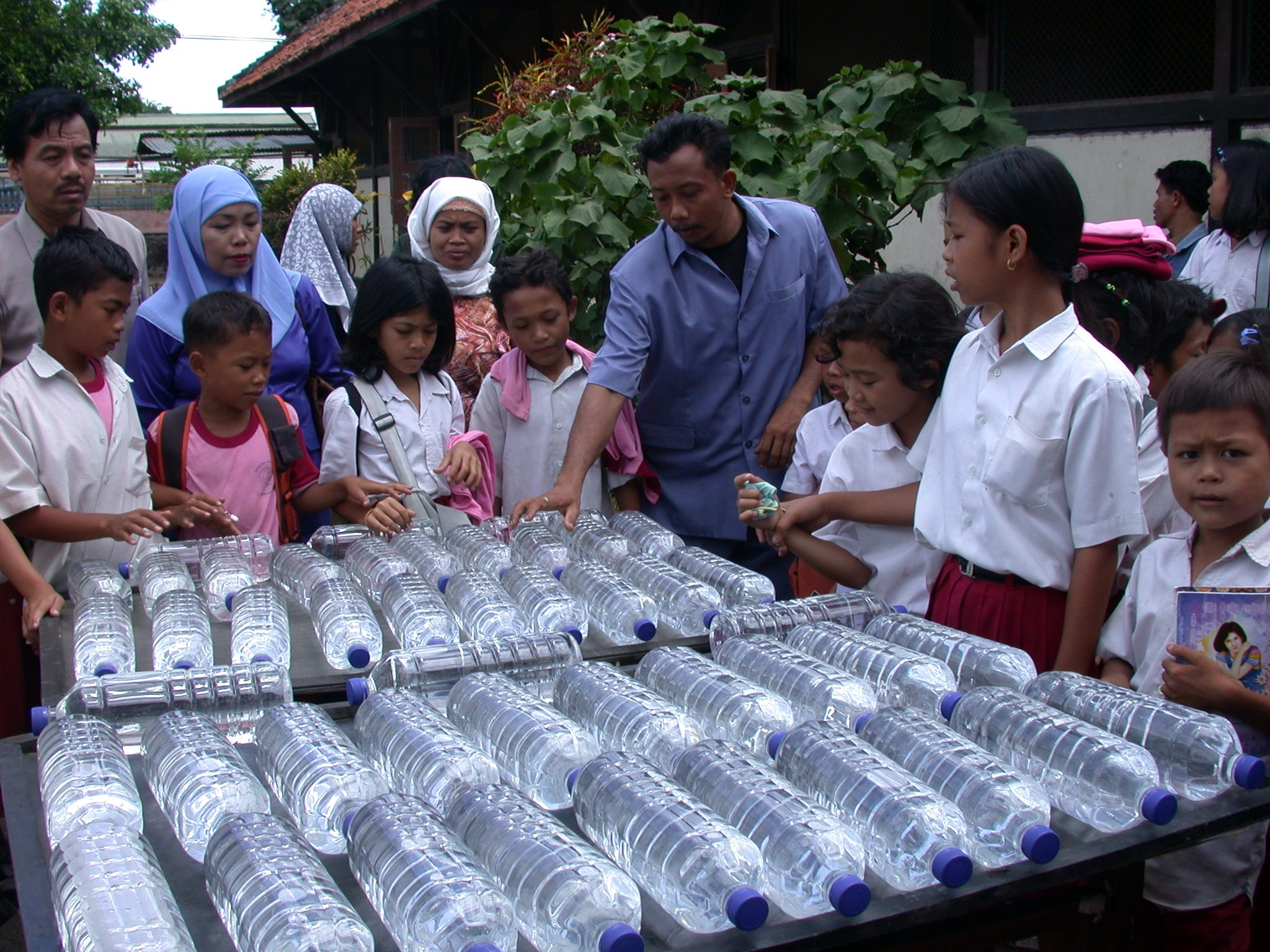
Applicazione del SODIS in Indonesia

La solar water disinfection (conosciuto anche come SODIS) è una metodica di disinfezione dell'acqua ottenuto con l'utilizzo della luce solare e delle comuni bottiglie di plastica in polietilene tereftalato (PET). È un sistema economico ed efficiente per il trattamento dell'acqua in zone isolate, solitamente applicato a livello familiare.

Questa metodica può portare ad un importante miglioramento della qualità dell'acqua bevuta, con una riduzione delle malattie trasmesse da acqua infetta (e quindi principalmente le diarree), nelle persone che traggono l'acqua da fiumi, laghi o da acquedotti contaminati.

La SODIS, rispetto ad altri sistemi portatili per la potabilizzazione dell'acqua (fondamentalmente: ebollizione, filtraggio, disinfezione chimica, flocculazione/disinfezione, raggi ultravioletti, solar water disinfection, dissalazione solare) è caratterizzata fondamentalmente da:
- estrema semplicità,
- efficacia anche in condizioni improvvisate,
- mancanza di dipendenza da elettricità o macchinari,
- manutenzione pressoché nulla,
- sostenibilità dal punto di vista ambientale,
- bassissimo costo (fondamentalmente l'unico costo da sostenere è l'attenta educazione delle comunità-famiglie),
- attenzione riposta principalmente sulla educazione della popolazione, (quindi necessità di un cambio comportamentale) piuttosto che utilizzo di particolari tecnologie o macchinari[1],
- non possiede alcuna valenza commerciale.

Per tale motivo è sponsorizzata per lo più solo da governi e da ONG.

## Inquadramento generale
Occorre considerare che l'OMS segnala che, a causa dell'acqua infetta, si hanno:
- 1,1 miliardi di persone non hanno l'accesso ad una fornitura di acqua potabile,
- 1,8 milioni di persone muoiono ogni anno per diarrea, la maggior parte bambini sotto i 5 anni,
- la mancanza di acqua pura perpetua la povertà,
- il 94% dei casi di diarrea sono prevenibili attraverso modificazioni dell'ambiente.[3]

Questa metodica è raccomandata dal World Health Organization (WHO, od OMS in italiano) tra le tecniche per il trattamento e la conservazione dell'acqua. 
Come sopra riportato, il SODIS fa parte delle metodiche per il trattamento domestico dell'acqua e lo stoccaggio sicuro dell'acqua (Household water treatment and safe storage) (HWTS) proposta dal WHO, ovvero:
- Ebollizione
- clorazione dell'acqua
- SODIS
- filtrazione con ceramiche,
- flocculazione/disinfezione[5]

Altro punto fondamentale è il Safe storage, ovvero lo stoccaggio sicuro ad esempio con contenitori chiusi a bocca stretta, schermati.
Con il lancio della campagna per il trattamento familiare dell'acqua e lo stoccaggio sicuro dell'acqua (HWTS), l'OMS riconosce lo scarsissimo interesse di tutti gli organismi sovranazionali, nazionali e locali per una sanificazione dell'acqua fatta al livello della raccolta ed utilizzo dell'acqua. Ovviamente sottolinea come anche che queste metodiche non possano e non debbano essere una alternativa alle infrastrutture.

## Funzionamento
L'esposizione alla luce solare uccide molti batteri responsabili della dissenteria e di altre malattie trasmissibili con l'acqua. Si pensa che due effetti della radiazione solare contribuiscano all'inattivazione degli organismi patogeni:
- gli UV-A con una diretta attività battericida,
- la radiazione infrarossa con il riscaldamento dell'acqua. Se la temperatura dell'acqua raggiunge i 50 °C, il processo di disinfezione dell'acqua diventa tre volte più veloce.

## Avvertenze
Tempi ridotti di esposizione alla luce solare o scarsezza di luce dovuta a nuvolosità o cattiva esposizione diminuiscono fortemente l'efficienza del metodo di disinfezione.
Dovrebbero essere considerati anche i seguenti aspetti:
- Il materiale della bottiglia

Alcuni tipi di vetro o materiali PVC possono impedire alla luce ultravioletta di raggiungere l'acqua. Il policarbonato blocca tutti i raggi UVA e UVB, e quindi non dovrebbe essere utilizzato. Sono consigliate le bottiglie realizzate in PET disponibili in commercio.
- L'invecchiamento delle bottiglie di plastica

L'efficienza del SODIS dipende dalla condizione fisica delle bottiglie di plastica, i graffi e altri segni di logoramento riducono l'efficienza del SODIS.
- La forma dei contenitori

L'intensità della radiazione UV diminuisce rapidamente con l'aumentare della profondità dell'acqua. Alla profondità di 10 centimetri, con la torbidità moderata di 26 NTU (Nephelometric Turbidity Unit), la radiazione UV-A si riduce al 50%.
- L'ossigeno

La luce solare produce composti dell'ossigeno molto reattivi (radicali liberi dell'ossigeno e perossidi di idrogeno) nell'acqua. Queste molecole reattive contribuiscono al processo di distruzione dei microorganismi. In condizioni normali (fiumi, torrenti, sorgenti, laghi, rubinetti) l'acqua contiene sufficiente ossigeno (più di 3 mg di ossigeno al litro) e non è necessario ossigenarla prima dell'applicazione del SODIS.
- La contaminazione da parte del materiale della bottiglia

Ci sono state alcune preoccupazioni a proposito del fatto che i contenitori di plastica possono rilasciare componenti chimici o tossici nell'acqua, un processo forse accelerato dal calore. Lo "Swiss Federal Laboratories for Materials Testing and Research" ha esaminato la diffusione di DEHA e DEHP nell'acqua da bottiglie PET nuove e riutilizzate durante l'esposizione al sole. I livelli di concentrazione trovati nell'acqua a 60 °C dopo un'esposizione al sole di 17 ore erano molto più bassi delle linee guida della WHO per l'acqua potabile e con la stessa concentrazione dei DEHA e DEHP generalmente trovati nell'acqua di rubinetto di alta qualità.

Inoltre sono state espresse preoccupazioni per l'utilizzo delle bottiglie PET dopo un report pubblicato da ricercatori dell'Università di Heidelberg sull'antimonio rilasciato dalle bottiglie PET per acqua minerale e analcolici immagazzinati per molti mesi nei supermercati. Comunque, le concentrazioni di antimonio trovate nelle bottiglie sono molto al di sotto delle linee guida del WHO per le concentrazioni di antimonio nell'acqua potabile. Inoltre, l'acqua del SODIS non è immagazzinata per periodi così estesi nelle bottiglie.
- La riproduzione dei batteri

Una volta rimosse le bottiglie dal sole, i batteri sopravvissuti possono ancora riprodursi all'ombra. Uno studio del 2010 ha mostrato che l'aggiunta di solo 10 parti per milione di perossido di idrogeno è efficace per la prevenzione della ricrescita del batterio di un tipo di salmonella.
- Sostanze chimiche tossiche

Il SODIS non rimuove le sostanze chimiche tossiche che potrebbero essere presenti nell'acqua.

## Linee guida per l'applicazione a livello familiare

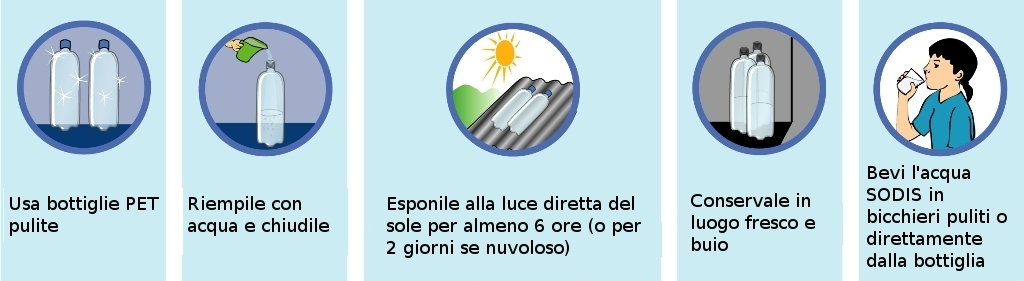
Linee guida per l'applicazione a livello familiare

- Lavare bene le bottiglie, la prima volta che si usano.[14]
- Versare l'acqua non potabile in bottiglie trasparenti (se possibile utilizzare bottiglie in PET)
- Ossigenare bene l'acqua, riempiendo le bottiglie per tre quarti, agitarle per 20 secondi ed infine riempirle completamente.[14]
- Se l'acqua fosse molto torbida deve essere precedentemente filtrata.
- Le bottiglie piene vengono quindi esposte al sole. I migliori effetti della temperatura sono raggiunti se le bottiglie sono posizionate su un tetto.

Se la nuvolosità coprisse circa il 50% del cielo dovrebbero essere sufficienti 6 ore
Se la nuvolosità coprisse l'intero cielo, dovrebbero bastare 2 giorni.
In caso di pioggia la metodica non è sufficiente, in questo caso si consiglia la raccolta dell'acqua piovana
- L'acqua trattata, a questo punto, può essere utilizzata. Il rischio di una nuova contaminazione può essere ridotto se l'acqua viene conservata nelle bottiglie.

## Elementi che aumentano o ne diminuiscono l'effetto

### Latitudini alle quali la metodica SODIS è efficace
Si ritiene che:
- la regione più favorevole sia compresa tra il parallelo 15° N/S ed il parallelo 35° N/S.
- la seconda regione più favorevole è quella compresa tra i paralleli 15° N/S e 0 N/S.[14]

### Fattori che ne riducono l'efficienza
- Una elevata torbidità dell'acqua riduce in modo significativo l'efficienza del SODIS[16][17]
- Uso di bottiglie con scarsa trasparenza ai raggi UV, vecchie, graffiate, nere o comunque colorate[17]
- Utilizzo di bassa radiazione UV[17]
- Cielo nuvoloso[17]
- Bassa temperatura dell'aria[17]
- Posizionamento delle bottiglie verticalmente invece che orizzontalmente[17]
- Spessore del contenitore dell'acqua (e ciò spiega la generale miglior efficienza delle sacche di acqua, rispetto alle bottiglie).[16]

### Fattori che ne aumentano l'efficienza
- Usare acqua a bassa torbidità[17]
- Porre le bottiglie orizzontalmente[17]
- Porre le bottiglie su una superficie metallica ondulata che rifletta la luce[17]
- Esporre le bottiglie più presto che si può, preferenzialmente al mattino[17]
- Esporre le bottiglie per due giorni consecutivi, se il cielo fosse nuvoloso al 100%[17]
- Un semplice collettore solare costruito con una scatola da scarpe, rivestita di alluminio, migliora l'efficienza.[17]
- Nel caso di piogge continue usare la SODIS raccolta precedentemente, oppure contenitori di acqua piovana[17]

### Casi particolari
- È preferibile utilizzare bottiglie in PET, (da scartarsi PVC per instabilità chimica e vetro per peso e facilità di rottura).
- Se la bottiglia dovesse avere una tinta modicamente azzurrata (come spesso accade con le bottiglie in PET) questo non modifica in alcun modo la resa.[15]
- La bottiglia non deve contenere più di tre litri.[15]
- Una elevata torbidità dell'acqua diminuisce l'effetto battericida della luce. Nel qual caso si consiglia di filtrare l'acqua. Viene considerata accettabile un'acqua la cui torbidità consente di leggere attraverso la bottiglia la testata di un quotidiano.[18]

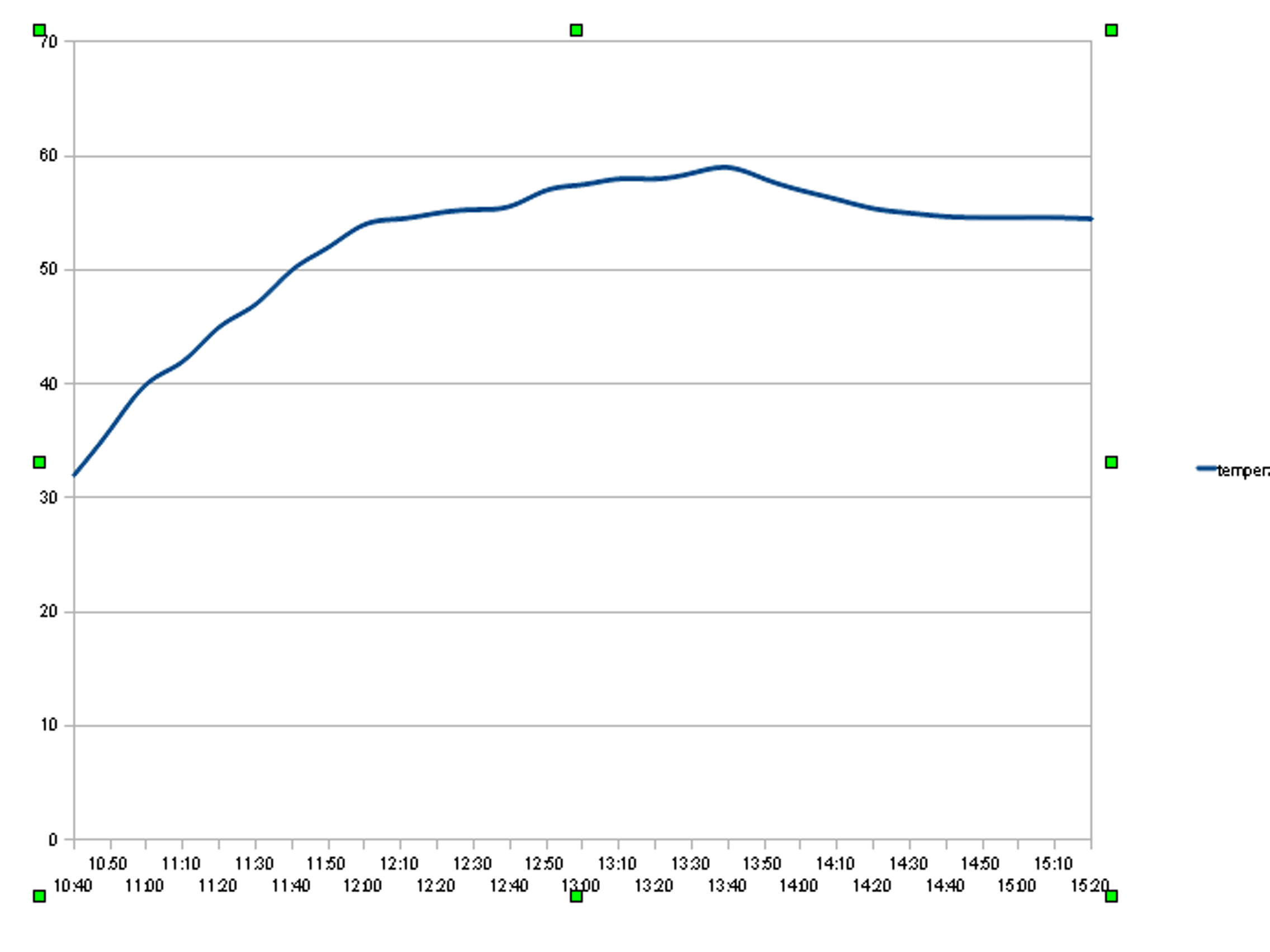
Relazione tra l'esposizione al sole e le temperature medie raggiunte in regioni tropicali

### Relazione tra esposizione e temperature
Nel grafico viene riportata la relazione tra l'esposizione al sole e le temperature medie raggiunte in regioni tropicali
- L'utilizzo di sacche in PET aumenta di parecchio l'efficienza del SODIS[16], ne diminuisce però di molto la praticità per la più difficile reperibilità delle sacche e la necessità di una periodica sostituzione (molto più facile per le comuni bottiglie per l'acqua)
- si calcola che a Dubendorf, in Svizzera, l'irraggiamento nelle giornate soleggiate sia > a 600 W/m2, mentre nelle giornate nuvolose sia inferiore a 300 W/m2[19]

## Tabelle di riepilogo

### Metodica di base (codificate secondo l'EAWAG)[17]
| Numero Passo | Passi principali | Passi principali (su casi particolari) | Specifiche ulteriori | Riferimenti bibliografici |
| ------------ | --- | --- | --- | ------------------------- |
| 1            | Lavare bene le bottiglie, la prima volta che si usano                                                                                             | Lavare bene le bottiglie, la prima volta che si usano                                                                                             | | [ 14 ]                    |
| 2            | Versare l'acqua non potabile in bottiglie d'acqua trasparenti                                                                                     | Utilizzare la bottiglie in PET (piuttosto che vetro e PVC)                                                                                        | |                           |
| 3            | Per ossigenare bene l'acqua, riempire le bottiglie per ¾, quindi agitarle per 20 secondi ed infine riempirle completamente                        | | È importante riempire completamente le bottiglie in quanto le bolle d'aria diminuiscono la quantità di radiazione UV-A | [ 14 ] [ 17 ]             |
| 4            | Le bottiglie piene sono quindi esposte al sole. I migliori effetti della temperatura sono raggiunti se le bottiglie sono posizionate su un tetto. | Le bottiglie piene sono quindi esposte al sole. I migliori effetti della temperatura sono raggiunti se le bottiglie sono posizionate su un tetto. | Il tipo migliore di tetto è ondulato in metallo riflettente | [ 17 ]                    |
| 5            | la esposizione al sole non dovrebbe essere inferiore alla 6 ore, dalle 9 antimeridiane alle 3 pomeridiane, almeno.                                | Se presente una elevata torbidità dell'acqua, si consiglia di filtrare l'acqua.                                                                   | In questo caso si consiglia di: a) lasciare decantare l'acqua, b) filtrare l'acqua in un fazzoletto ed a questo punto iniziare la procedura SODIS tradizionale (punto 1) bb) se non disponibile un fazzoletto o panno utilizzare un coagulante come il lime. | [ 17 ] [ 18 ]             |
| 5            | la esposizione al sole non dovrebbe essere inferiore alla 6 ore, dalle 9 antimeridiane alle 3 pomeridiane, almeno.                                | Se la nuvolosità dovesse coprire circa il 50% del cielo sono sufficienti 6 ore                                                                    | | [ 15 ]                    |
| 5            | la esposizione al sole non dovrebbe essere inferiore alla 6 ore, dalle 9 antimeridiane alle 3 pomeridiane, almeno.                                | Se la nuvolosità dovesse coprire l'intero cielo, sono sufficienti 2 giorni                                                                        | | [ 15 ]                    |
| 5            | la esposizione al sole non dovrebbe essere inferiore alla 6 ore, dalle 9 antimeridiane alle 3 pomeridiane, almeno.                                | In caso di pioggia, si consiglia la raccolta dell'acqua piovana                                                                                   | | [ 15 ] [ 17 ]             |
| 6            | L'acqua trattata può essere utilizzata. Si può ridurre il rischio di una nuova contaminazione se l'acqua viene conservata nelle bottiglie.        | L'acqua trattata può essere utilizzata. Si può ridurre il rischio di una nuova contaminazione se l'acqua viene conservata nelle bottiglie.        | Per ogni membro di una famiglia si dovrebbero avere 4 bottiglie: 2 effettuerebbero il trattamento SODIS attivo, altre 2 sarebbero la riserva d'acqua. | [ 17 ]                    |

### Variabili legate alle condizioni meteorologiche (codificate secondo l'EAWAG)[17]
| Le condizioni meteorologiche | La durata minima del processo                           |
| ---------------------------- | ------------------------------------------------------- |
| Sole                         | 6 ore                                                   |
| Nuvolosità 50%               | 6 ore                                                   |
| Nuvolosità 50-100%           | 2 giorni                                                |
| Pioggia                      | Stoccaggio dell'acqua piovana ed utilizzo della stessa. |

### Specifiche aggiuntive (tratte dalla letteratura internazionale)
|                                                             | fattori favorevoli | fattori contrari                                                                                  | Bibliografia         | Specifiche su metodica |
| ----------------------------------------------------------- | --- | ------------------------------------------------------------------------------------------------- | -------------------- | ---------------------- |
| Latitudine                                                  | la regione più favorevole è compresa tra il parallelo 15° N/S ed il parallelo 35° N/S |                                                                                                   | [ 14 ]               |                        |
| Latitudine                                                  | la seconda regione più favorevole è quella compresa tra i paralleli 15° N/S e 0 N/S |                                                                                                   | [ 14 ]               |                        |
| Torbidità                                                   | Usare acqua a bassa torbidità | Una elevata torbidità dell'acqua riduce in modo significativo l'efficienza del SODIS              | [ 16 ] [ 17 ] [ 20 ] |                        |
| Colore bottiglie                                            | Uso di bottiglie trasparenti | Uso di bottiglie con scarsa trasparenza ai raggi UV, vecchie, graffiate, nere o comunque colorate | [ 17 ]               |                        |
| Effetti delle variabili legate alla radiazione solare       | | Utilizzo di bassa radiazione UV                                                                   |                      |                        |
| Effetti delle variabili legate alla radiazione solare       | | Cielo nuvoloso                                                                                    | [ 17 ]               |                        |
| Effetti delle variabili legate alla radiazione solare       | | Bassa temperatura dell'aria                                                                       | [ 17 ]               |                        |
| Effetti delle variabili legate alla radiazione solare       | Esporre le bottiglie più presto che si può, preferenzialmente al mattino |                                                                                                   | [ 17 ]               |                        |
| Effetto bottiglie non PET                                   | È preferibile utilizzare bottiglie in PET (per via della resistenza agli urti, stabilità chimica e facilità di fornitura)                                                                     | Sconsigliabili le bottiglie in PVC (instabilità chimica) ed in vetro (facilità alla rottura)      |                      |                        |
| 1º Potenziamento SODIS tradizionale                         | Posizionare le bottiglie su ondulina metallica riflettente. |                                                                                                   | [ 17 ]               |                        |
| 2º Potenziamento SODIS tradizionale (SOCO-DIS semplificato) | Un semplice collettore solare costruito con una scatola da scarpe, con i bordi alti quanto la bottiglia circa, rivestita di alluminio.                                                        |                                                                                                   | [ 17 ]               |                        |
| 3º Potenziamento SODIS tradizionale (SOCO-DIS)              | Collettore solare costituito da 5 piani in legno rivestiti da alluminio con quattro ali nello stesso materiale angolati di 30 gradi Per le specifiche si rimanda all'articolo in bibliografia |                                                                                                   | [ 21 ]               |                        |

## Raccolta di dati sulla riduzione degli agenti patogeni con la SODIS
- Per quanto riguarda degli agenti patogeni i dati sembrano dimostrare una discreta riduzione di molti ceppi batterici dopo un'esposizione di 6 ore, ed esattamente Salmonella typhimurium, Shigella flexneri,[22] Shigella dysenteriae, Escherichia coli, Vibrio cholerae e Pseudomonas aeruginosa,[23][24][25][26]Cryptosporidium parvum e cisti di Giardia muris,[27] i funghi Candida albicans e Fusarium solani[28] ed il virus della Polio.[29]

|    | agente                             | tempo completa inattivazione      | radiazione utilizzata per completa inattivazione (W/m2) | Bibliografia | Specifiche su metodica (se non segnalato si intende la SODIS tradizionale) |
| -- | ---------------------------------- | --------------------------------- | ------------------------------------------------------- | ------------ | -------------------------------------------------------------------------- |
| 1  | Campylobacter jejuni               | 20 minuti                         | 1050 W/m2                                               | [ 30 ]       |                                                                            |
| 2  | Streptococcus epidermidis,         | 45 minuti                         | 1050 W/m2                                               | [ 30 ]       |                                                                            |
| 3  | Yersinia enterocolitica,           | 45 minuti                         | 1050 W/m2                                               | [ 30 ]       |                                                                            |
| 4  | Escherichia coli enteropatogenico, | 90 minuti                         | 1050 W/m2                                               | [ 30 ]       |                                                                            |
| 5  | Candida albicans                   | 6 ore                             | 870 W/m2                                                | [ 31 ]       | SODIS                                                                      |
|    | Candida albicans                   | 4 ore                             | 870 W/m2                                                | [ 31 ]       | SPC-DIS                                                                    |
| 6  | Oocisti Giardia Muris              | 4 ore                             | 830 W/m2                                                | [ 32 ]       |                                                                            |
| 7  | Trofozoite Acanthamoeba polyphaga  | 6 ore                             | 870 W/m2                                                | [ 31 ]       | SODIS                                                                      |
|    | Trofozoite Acanthamoeba polyphaga  | 2 ore                             | 870 W/m2                                                | [ 31 ]       | SPC-DIS                                                                    |
| 8  | Oocisti Cryptosporidium parvum     | Tra 8 e 12 ore                    | ≥600 W/m2                                               | [ 33 ]       |                                                                            |
|    | Oocisti Cryptosporidium parvum     | 10 ore                            | 830 W/m2                                                | [ 32 ]       |                                                                            |
| 9  | Oocisti Acanthamoeba polyphaga     | 4 ore                             | 850 W/m2 + riscaldamento a 55 °C                        | [ 34 ]       |                                                                            |
|    | Oocisti Acanthamoeba polyphaga     | 6 ore                             | 850 W/m2 + riscaldamento a 50 °C                        | [ 34 ]       |                                                                            |
|    | Oocisti Acanthamoeba polyphaga     | nessuna inattivazione             | 850 W/m2 + riscaldamento a 45 °C                        | [ 34 ]       |                                                                            |
|    | Oocisti Acanthamoeba polyphaga     | nessuna inattivazione             | 870 W/m2                                                | [ 31 ]       | SODIS                                                                      |
|    | Oocisti Acanthamoeba polyphaga     | nessuna inattivazione             | 870 W/m2                                                | [ 31 ]       | SPC-DIS                                                                    |
| 10 | Spore Bacillus subtilis            | Nessuna inattivazione dopo 16 ore | 1050 W/m2                                               | [ 30 ]       |                                                                            |
|    | Spore Bacillus subtilis            |                                   | 870 W/m2                                                | [ 31 ]       | SODIS                                                                      |
|    | Spore Bacillus subtilis            |                                   | 870 W/m2                                                | [ 31 ]       | SPC-DIS                                                                    |

## Attenzione all'educazione della popolazione
(È possibile che i soggetti vogliano accondiscendere allo staff in campo e che quindi sovrariportino i dati solo per cortesia. Anche la semplice osservazione delle bottiglie esposte sui tetti può sovrastinare l'uso, perché (a livello aneddotico) si è notati alcuni componenti delle famiglie porre bottiglie sui tetti per evitare discussioni con lo staff deputato alla attuazione della SODIS.)

Per quanto concerne i dati riguardanti la riduzione della malattie trasmissibili (dato ovviamente più importante per valutare la vera efficacia sanitaria della metodica SODIS), alcuni studi dimostrano una riduzione della diarrea variabile dal 30 all'80%. Come sopra riportato esistono differenze tra il risultato sulla diminuzione della carica batterica con trattamento SODIS ed i dati riguardanti la più modesta riduzione, all'atto pratico, delle diarree Ad esempio lo studio soprariportato, di cui la nota, evidenzia quanto sia importante una attenta azione di informazione efficace, insegnamento e modifica comportamentale della popolazione interessata all'utilizzo del SODIS. Anche l'articolo di Zulfiqar A. Bhutta su PLoS Medicine insiste sulla importanza dell'educazione della popolazione 
(Il fallimento di interventi potenzialmente utili, quando applicati in pratica, può anche riflettere il fallimento di una mancanza di strategia di esplicazione, piuttosto che di un intervento non efficace)
Ciò è con ogni probabilità legata alla scarsa aderenza, nei fatti, alla tecnica SODIS.
Con ciò non si fa altro che ribadire l'attenzione che deve essere posta alla formazione delle famiglie che utilizzeranno la tecnica.

### In pratica
In pratica uno studio dimostra come siano importanti il coinvolgimento (involvment) e la ability:
Il coinvolgimento può essere incrementato riferendo che esiste un grande bisogno di trattare l'acqua, e delle malattie che può passare a sé stessi ed alla propria famiglia una acqua non trattata.
Risultati in campo dell'utilizzo della SODIS
| Luogo                         | Sito       | Soggetti                     | Numero soggetti/Numeri controlli | Durata studio | Risultati(episodi di diarrea tra soggetti utilizzanti il SODIS e controlli utilizzanti acqua non trattata, nel lasso di tempo studiato) | Compliance | Bibliografia |
| ----------------------------- | ---------- | ---------------------------- | -------------------------------- | ------------- | --- | ---------- | ------------ |
| Vellore, Tamil Nadu, India    | urban slum | Bambini tra i 6 ed i 59 mesi | 100/100                          | 6 mesi        | 1.7/2,9 | 78%        | [ 38 ]       |
| distretto di Totora (Bolivia) | rurale     | Bambini inferiori ai 60 mesi | 376/349                          | 12 mesi       | 3,6/4,3 | 32.1%      | [ 1 ]        |
| Masai                         |            | 5-16 anni                    | 108/98                           | 12 settimane  | 4,1/4,5 | non nota   | [ 42 ]       |

## Classificazione delle tecniche di disinfezione solare
Esistono in realtà molte tecniche di disinfezione solare.
Ovvero:
- SODIS tradizionale:
  - con bottiglie in vetro
  - con bottiglie in PET,
  - in sacche in PET (di spessore di 0,15 mm) e profondità dell'acqua compresa tra 2 e 6 cm.[16].
- SOCO-DIS potenziamento con collettori solari della tecnica SODIS; vedi le Specifiche aggiuntive (tratte dalla letteratura internazionale)
- Disinfezione con processo continuo:
  - SODIS tramite reattore e contenitore per l'acqua,
  - SOPAS tramite reattore con volumetria simile (la Sopas utilizza il solo calore con risultati genericamente inferiori al SODIS).[16]
- Solar disinfection unit base.[43]
- SPC-DIS.[31] La SPC-DIS utilizza contemporaneamente al SODIS la fotocatalisi solare con TiO2

## Storia, Ricerca e Sviluppo
Il primo esempio di applicazione simile al SODIS riguarda l'India 2000 anni prima di Cristo, ove l'acqua veniva filtrata nel carbone e successivamente esposta al sole per purificarla.

L'efficacia del SODIS fu scoperta per primo dal Professor Aftim Acra presso la American University di Beirut nei primi anni 80. Un importante follow-up, fu condotto dal gruppo di Martin Wegelin del Swiss Federal Institute of Aquatic Science and Technology (Eawag) e dal Dr Kevin McGuigan della Royal College of Surgeons in Ireland.

Furono effettuati trials di controlli clinici, in via pionieristica, dal Professor Ronan Conroy del team RCSI in collaborazione con il Dott. T Michael Elmore-Meegan.
Attualmente un progetto di ricerca congiunta sul SODIS è effettuato dalle seguenti istituzioni:
- Royal College of Surgeons dell'Irlanda (RCSI)
- University of Ulster (UU), Regno Unito
- CSIR Environmentek, Sud Africa,
- The Institute of Water and Sanitation Development (IWSD), Zimbabwe
- Plataforma Solar de Almería (CIEMAT-PSA), Spagna
- University of Leicester (UL), Regno Unito
- The International Commission for the Relief of Suffering & Starvation (ICROSS), Kenya
- University of Santiago de Compostela (USC), Spagna
- Swiss Federal Institute of Aquatic Science and Technology (Eawag), Svizzera.

Altri sviluppi includono un'unità di disinfezione a flusso continuo e la disinfezione solare con film di diossido di titanio posti sopra cilindri di vetro che prevengano la ricrescita batterica dei coliformi dopo la SODIS.
La ricerca ha dimostrato che un numero di additivi a basso costo sono capaci di accelerare la SODIS e che gli additivi dovrebbero rendere la SODIS più rapida ed efficace sia con tempo coperto che soleggiato, sviluppi che potrebbero rendere la tecnologia più efficace ed accettabile agli utilizzatori. 
Un altro studio ha dimostrato che coagulanti naturali come i semi di cinque specie di piante naturali (Vigna unguiculata, Vigna mungo, Glycine max, Pisum sativum e Arachis hypogaea) furono testati per rimuovere la torbidità e risultarono efficaci come il metodo commerciale che utilizza l'allume come flocculante ed anche superiore per la clarificazione, in quanto il dosaggio ottimale era più basso.

## Applicazione del SODIS nel mondo
Secondo lo Swiss Federal Institute of Aquatic Science and Technology, attraverso il Department of Water and Sanitation in Developing Countries, i progetti con il SODIS avvengono in 33 Paesi: il Bhutan, la Bolivia, il Burkina Faso, la Cambogia, il Camerun, la Repubblica Democratica del Congo, l'Ecuador, El Salvador, l'Etiopia, il Ghana, il Guatemala, la Guinea, l'Honduras, l'India, l'Indonesia, il Kenya, il Laos, il Malawi, il Mozambico, il Nepal, il Nicaragua, il Pakistan, il Perù, le Filippine, il Senegal, la Sierra Leone, lo Sri Lanka, il Togo, l'Uganda, l'Uzbekistan, il Vietnam, lo Zambia e lo Zimbabwe.